# 1,1'-联二茂铁
1,1'-联二茂铁是一种金属有机化合物，又称二(富瓦烯)二铁（简写BFDFe），化学式为C20H16Fe2。

## 制备
1,1'-联二茂铁可由1,1'-二锂代二茂铁、N,N,N',N'-四甲基乙二胺和[CuIPnBu3]4反应得到，氧化后加入蒸馏水，得到棕色的产物。用甲苯进行索式提取，产率11%。氯汞基二茂铁和1,1'-二氯汞基二茂铁在四氯合钯(II)酸锂的存在下反应，可以得到1,1'-联二茂铁、1,1'-三联二茂铁及其多联产物。
1,1'-二碘二茂铁在青铜的存在下于n-丁基二茂铁或二乙基二茂铁溶剂中在140~160 °C反应，也能得到所需产物，产物可以通过正己烷来让其从反应溶剂中析出。

## 结构及性质

1,1'-联二茂铁阳离子

1,1'-联二茂铁以中心对称的单斜晶系晶体结晶，空间群P21/n，晶胞参数a=9.517 A, b=7.561 A, c=10.604A, β=112.07°, Z=2。
它可溶于苯，难溶于常规的溶剂。它的质谱中可以观测到铁、富瓦烯以及富瓦烯的分解产物。
它的五元环上可以发生取代反应，也可以形成阳离子成盐。它的阳离子的化学性质也有研究。

## 拓展阅读
- Masanobu Watanabe, Izumi Motoyama, Hirotoshi Sano. . Bulletin of the Chemical Society of Japan. 1986-07, 59 (7): 2103–2107  [2019-03-20]. ISSN 0009-2673. doi:10.1246/bcsj.59.2103. （原始内容存档于2019-08-21） （英语）.